# 福田兼次
福田 兼次（ふくだ かねつぐ）は、戦国時代の人物、戦国武将。肥前国の国人領主。戦国大名・大村純忠の重臣で、肥前福田城主。子に福田忠兼らがいる。
洗礼名「ジョーチ」をもつキリシタンであった。福田城下には1000人を超えるキリシタン信者が居住したという。
墓所は長崎県長崎市の宮尾城跡。夫婦揃って埋葬されており、墓石には十字架を建てるための細い穴が掘られている。

## 参考資料
- 「中世長崎の基礎的研究」 外山幹夫
- 「新編大村市史」 第二巻 中世編 一章
- 「新編大村市史」 第二巻 中世編 二章
- 「新編大村市史」 第二巻 中世編 三章